# Tennessee Aquarium
Koordinaten: 35° 3′ 20,5″ N, 85° 18′ 38,9″ W
Das Tennessee Aquarium ist ein Schauaquarium in Chattanooga im US-Bundesstaat Tennessee. Es ist bei der Association of Zoos and Aquariums (AZA) akkreditiert.

## Geschichte
Im Rahmen des als Vision 2000 genannten Projekts zur Neugestaltung der City of Chattanooga schlug eine Gruppe von Architekturstudenten im Jahr 1985 vor, ein Aquarium in der Nähe der Wasserfront in der Innenstadt zu errichten. 1990 wurde tatsächlich mit einem solchen Bauwerk begonnen und das Tennessee Aquarium wurde 1992 mit dem River Journey Building für den Publikumsverkehr eröffnet. In den folgenden Jahren folgten maßgebliche Erweiterungen, darunter 1996 das IMAX 3D Theater und das Tennessee Aquarium Conservation Institute mit dem Barrens Topminnnow Laboratorium sowie 2005 das Ocean Journey Building.

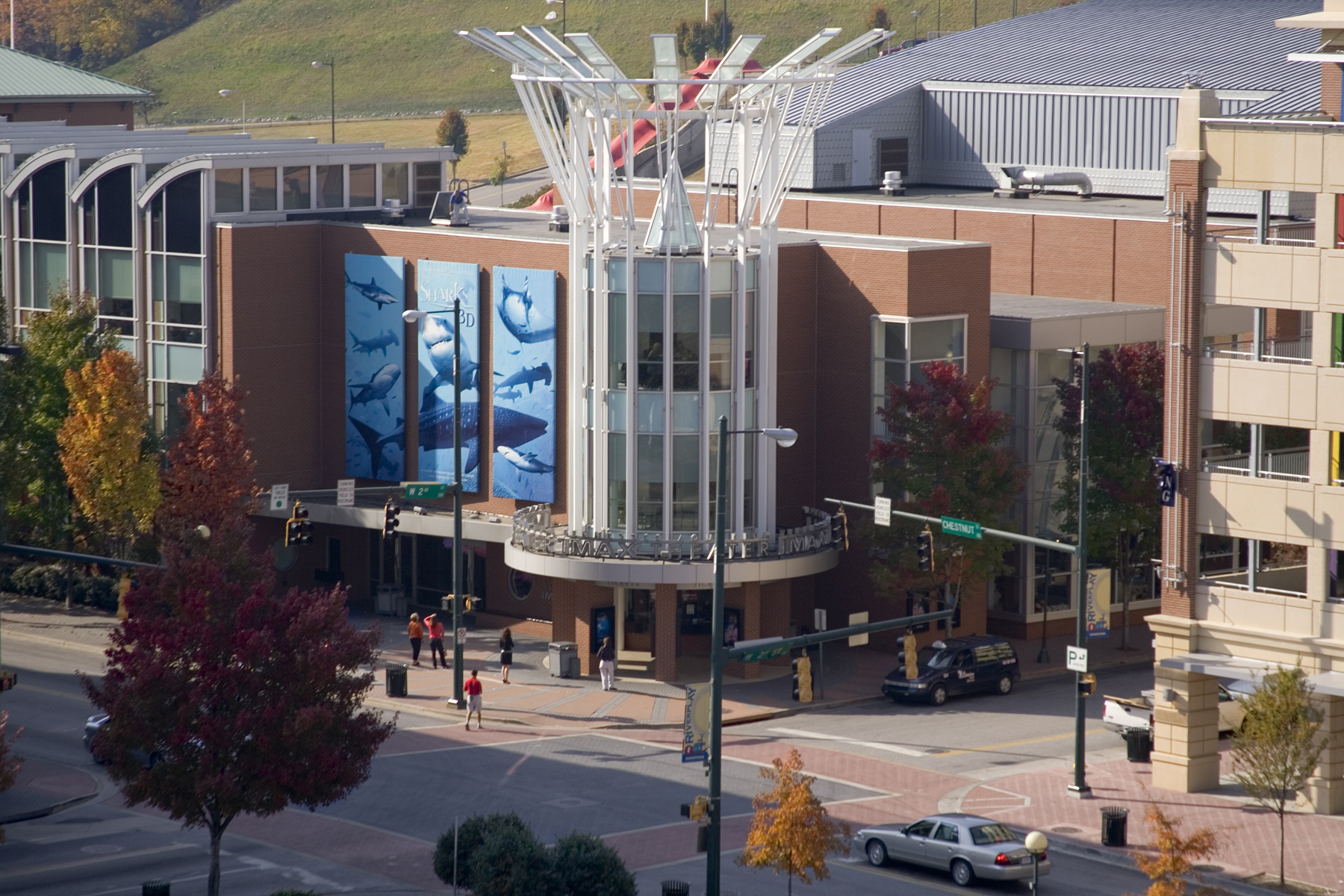
IMAX-Theater
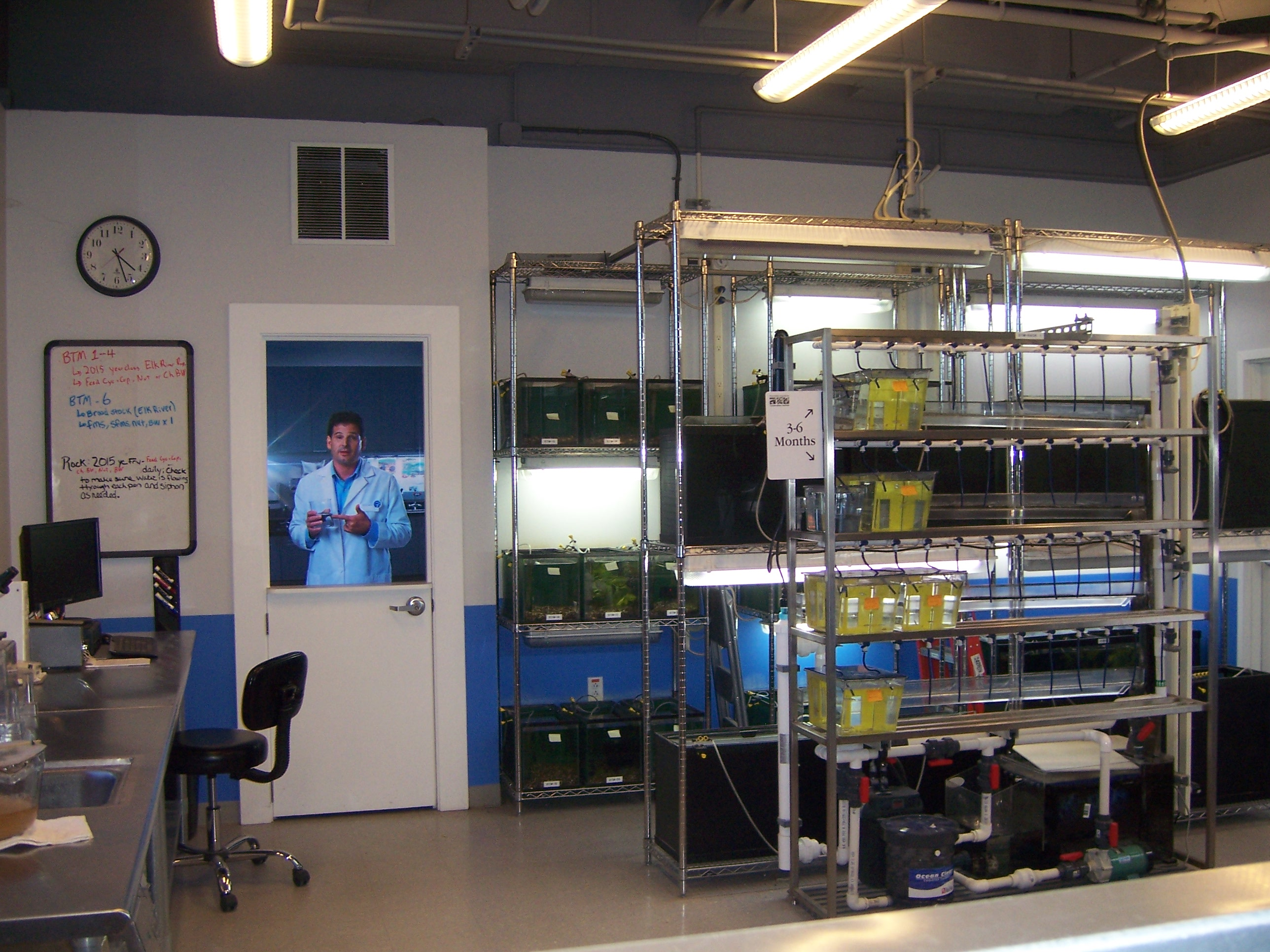
Barrens Topminnnow Laboratorium
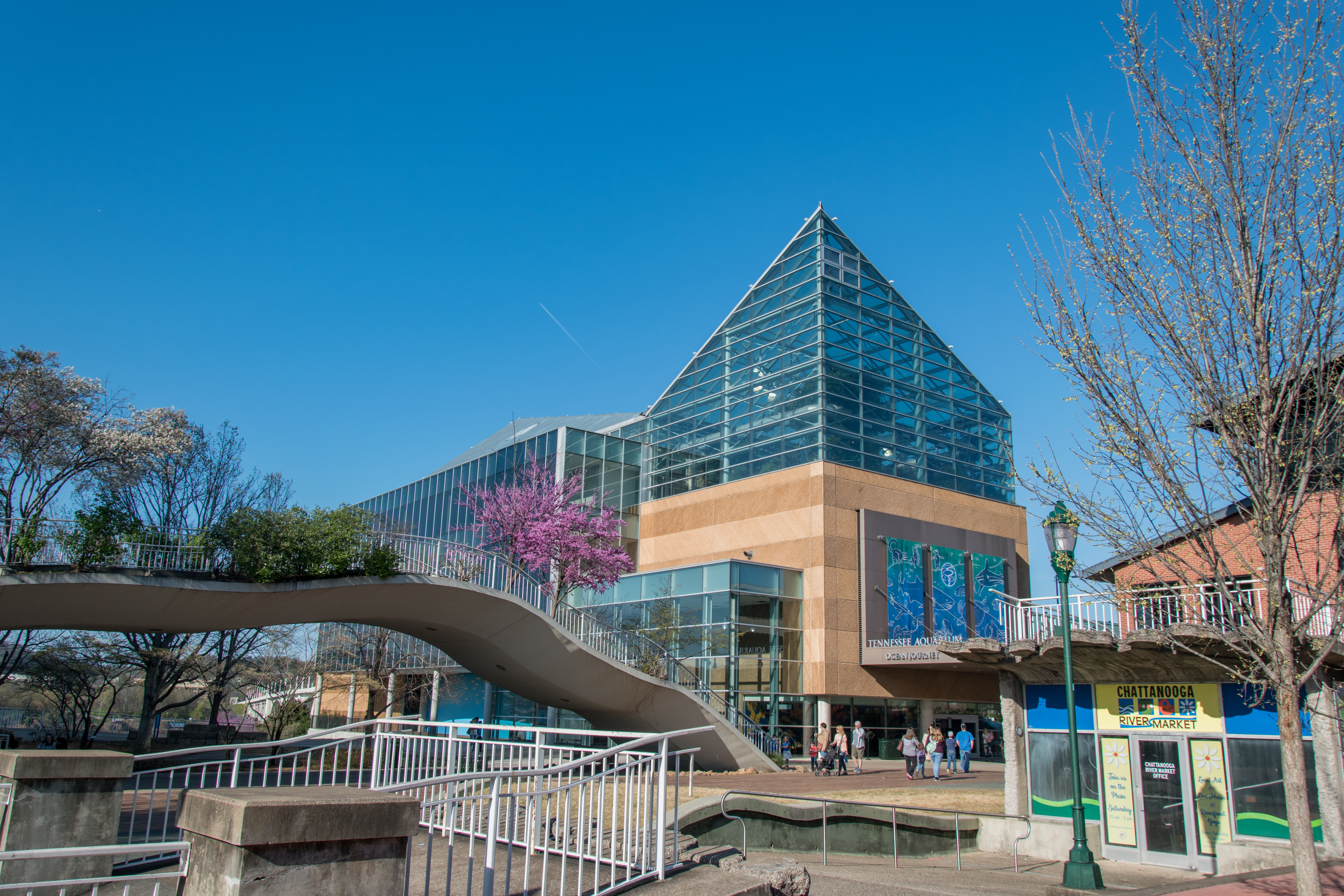
Ocean Journey Building

## Anlagenkonzept und Tierbestand
Das Tennessee Aquarium zeigt rund 13.000 Tiere in 720 Arten. Den Besuchern stehen neben diversen Schaubecken auf verschiedenen Ebenen außerdem eine Schmetterlings-Freiflughalle, ein Informationszentrum sowie Cafés und Andenkenläden zur Verfügung. Die Schaubecken und Anlagen sind nach geografischen oder taxonomischen Gesichtspunkten geordnet. Beispielsweise gibt es Abteilungen für See- und Süßwasserfische, Seepferdchen, Quallen, Kraken, Krustentiere, Amphibien, Schildkröten, Krokodile, Insekten, Pinguine und Seeotter.

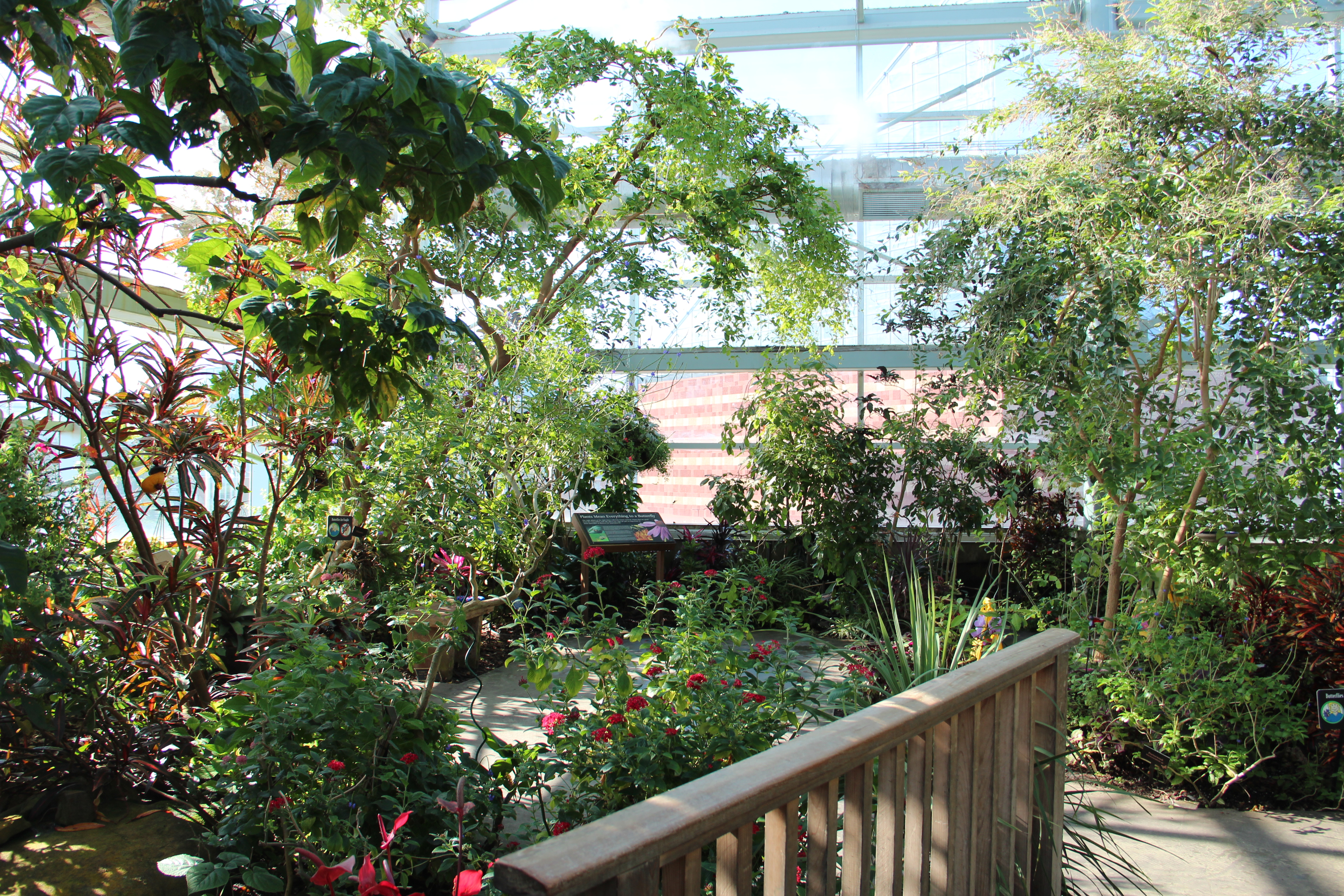
Schmetterlings-Freiflughalle
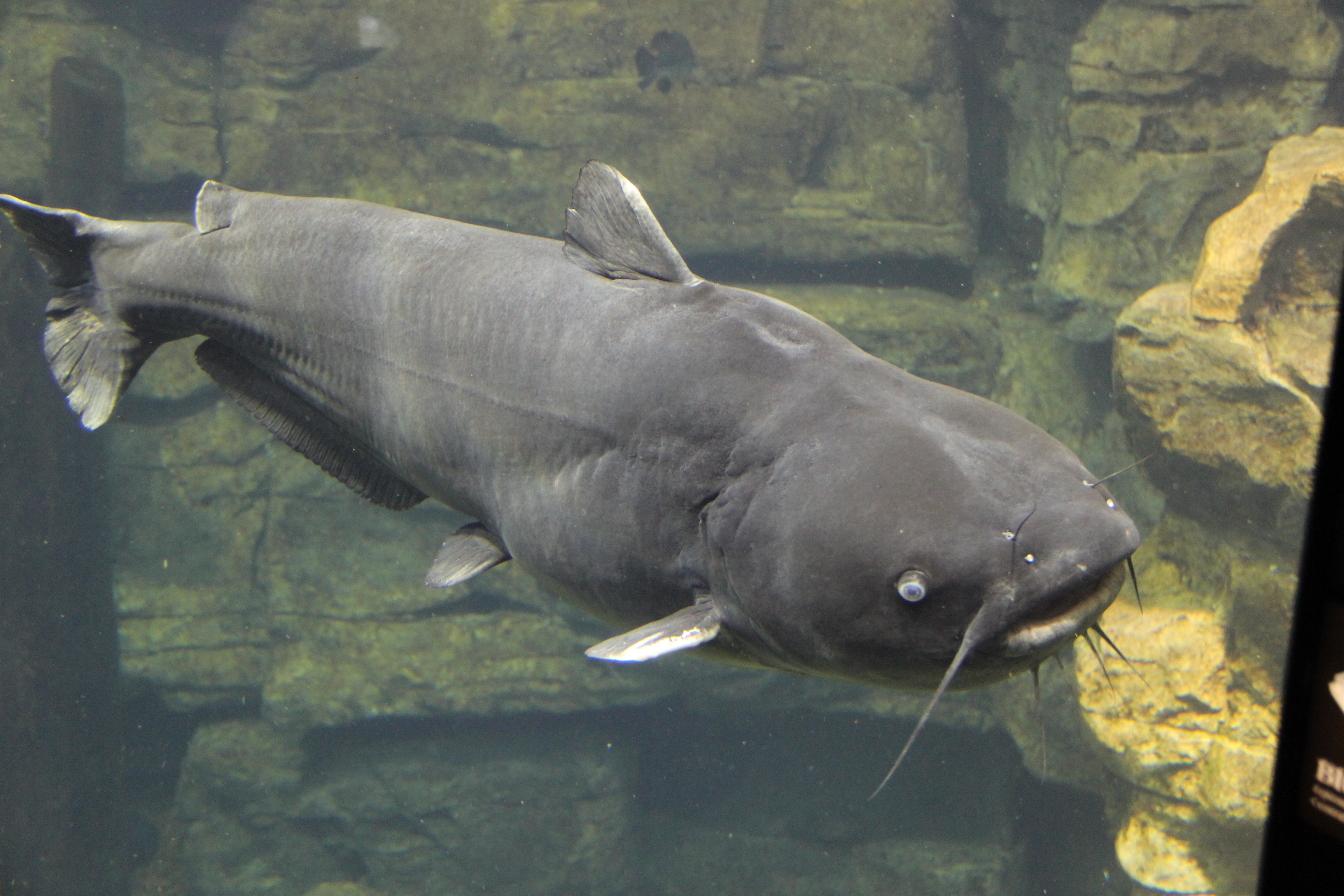
Blauer Katzenwels
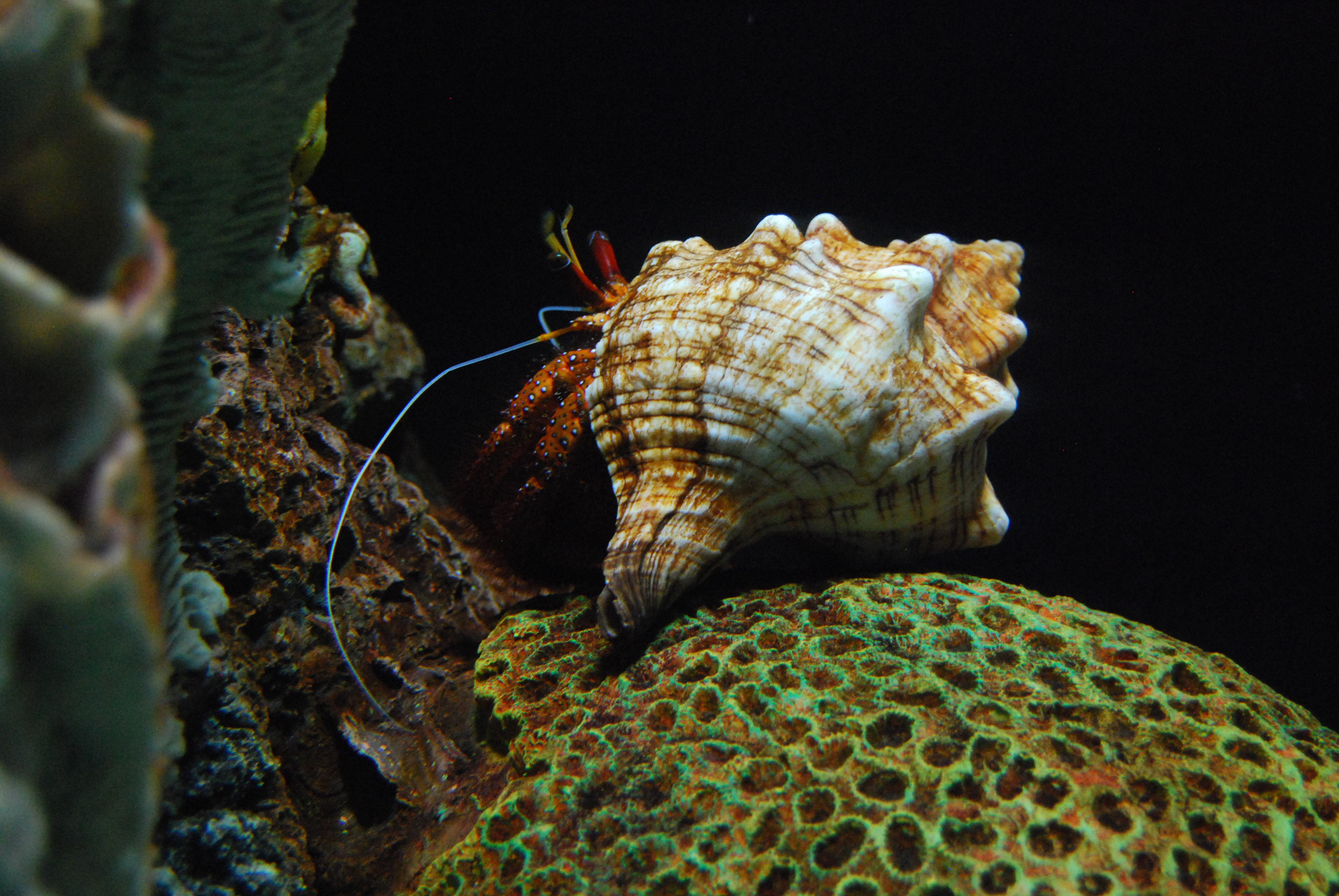
Weißgepunkteter Einsiedlerkrebs
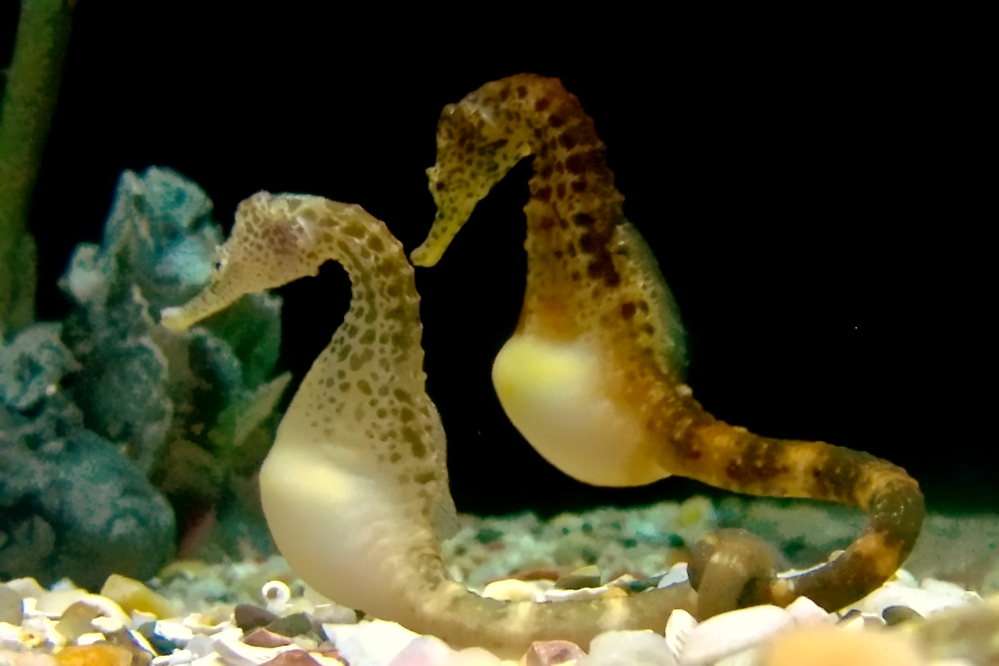
Dickbauchseepferdchen

## Arterhaltungs-, Zucht- und Schutzprogramme
Das Tennessee Aquarium beteiligt sich an vielen Arterhaltungs-, Zucht- und Schutzprogrammen, wobei je nach Bedarf weitere Programme hinzugefügt werden. Es werden sowohl lokale als auch internationale Programme bearbeitet. Im Besonderen konzentriert man sich auf Projekte, die die aquatische Fauna des Bundesstaats Tennessee betreffen, beispielsweise die folgenden:

### Barrens topminnow-Projekt

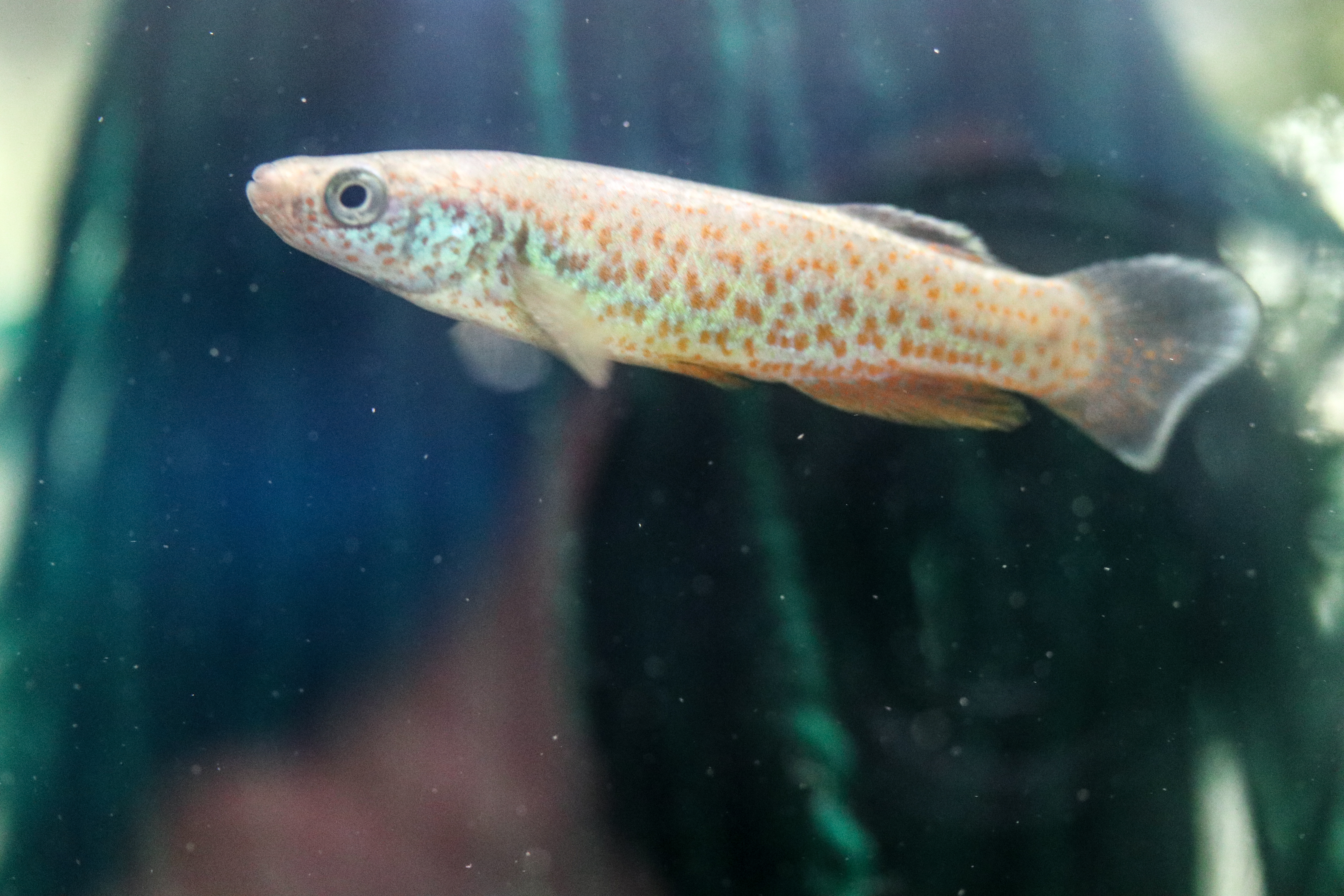
Barrens topminnow (Fundulus julisia) in einer Aufzuchtstation in Knoxville Tennessee

Ein spezielles, vom U.S. Fish and Wildlife Service (USFWS) gefördertes Projekt beschäftigt sich mit Barrens topminnow (Fundulus julisia), einer zu den Zahnkärpflingen (Cyprinodontiformes) gehörenden Art, die von der Weltnaturschutzorganisation IUCN als „endangered = stark gefährdet“ geführt wird. Dieser Fisch ist äußerst selten und lebt in wenigen Restpopulationen in den Bächen Tennessees. Die Barrens Topminnow Working Group, ein aktives Mitglied der Dale Hollow National Fish Hatchery (NFH), widmet sich dem Schutz bestehender Populationen und wildert zusätzlich in Gefangenschaft gezüchtete Individuen in ihren historischen Biotopen in Tennessee aus. Aufgrund schwerer Dürren gab es mehrere Fälle, in denen es notwendig wurde, Fische zu entnehmen, nachdem ihre Lebensräume auszutrocknen drohten. Die geretteten Fische wurden zum Großteil im Tennessee Aquarium und bei der Conservation Fisheries Incorporated (CFI) solange aufgenommen, bis sich die Bedingungen so weit verbesserten, dass die Tiere wieder ausgesetzt werden konnten. Das Programm arbeitet auch mit privaten Landbesitzern zusammen, um ursprüngliche Lebensräume wiederherzustellen.
Die Fischaufzuchtstationen, wie sie auch im Barrens Topminnnow Laboratorium im Tennessee Aquarium eingesetzt werden, bestehen aus kreisförmigen Kunststoffbecken mit einer Kapazität von rund 1100 Litern Wasser die mit einem druckluftbetriebenen Schwammfilter und zwei Biofiltern ausgestattet sind. Das Wasser zirkuliert mit einer Antriebspumpe durch die Biofilter und wird gereinigt, um Krankheiten zu verhindern. Die Wassertemperatur wird ständig überwacht. Die Jungfische erhalten eine gemischte Diät aus aufgetauten kleinen Krebstieren und Würmern sowie Spirulina-Flocken. Der Boden der Becken ist mit Kies bedeckt sowie mit grünen Kunststoffpflanzen ausgestattet. Die Aufzuchtzeit dauert sechs Monate bis zu einem Jahr. Danach werden die Fische ausgewildert. Bis zum Jahr 2024 wurden 44.000 Jungfische von den beteiligten Organisationen freigesetzt.

### Chrosomus saylori-Projekt

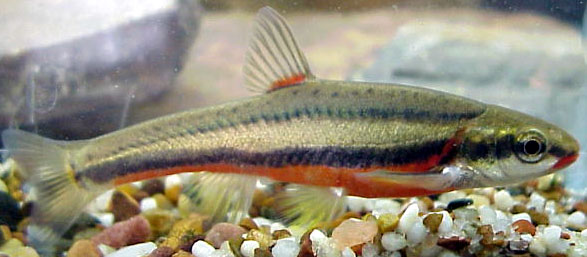
Chrosomus saylori

Der zu den Weißfischen (Leuciscidae) zählende, im englischen Sprachgebrauch Laurel Dace genannte Chrosomus saylori kommt ausschließlich in den Gewässern von Tennessee vor. Von der Weltnaturschutzorganisation IUCN wird er als „endangered = stark gefährdet“ geführt. Das Tennessee Aquarium engagiert sich sehr für den Erhalt der Lebensräume dieser Art, die durch Umweltverschmutzung, Lebensraumverlust und andere menschliche Aktivitäten im Rückgang begriffen sind. Um das Bewusstsein der Bevölkerung für die Art zu stärken, veranstaltete das Tennessee Aquarium am 17. Mai 2025 in Spring City einen Laurel Dace Day, der Naturschützer, Familien und Fischbegeisterte für einen Tag zusammenführte und im Rahmen der Veranstaltung mit Diskussionen und Informationen nach Möglichkeiten suchte, wie die Art zu schützen und zu erhalten ist. Die zuständige Koordinatorin für die lokalen Wassereinzugsgebiete vom Tennessee Aquarium betonte, dass jede Einzelperson bei Naturschutzbemühungen eine Verantwortung übernehmen kann. Die Teilnehmer des Festivals wurden um Spenden gebeten, die der Forschung von Chrosomus saylori zugutekommen sollen.

### See-Stör-Projekt

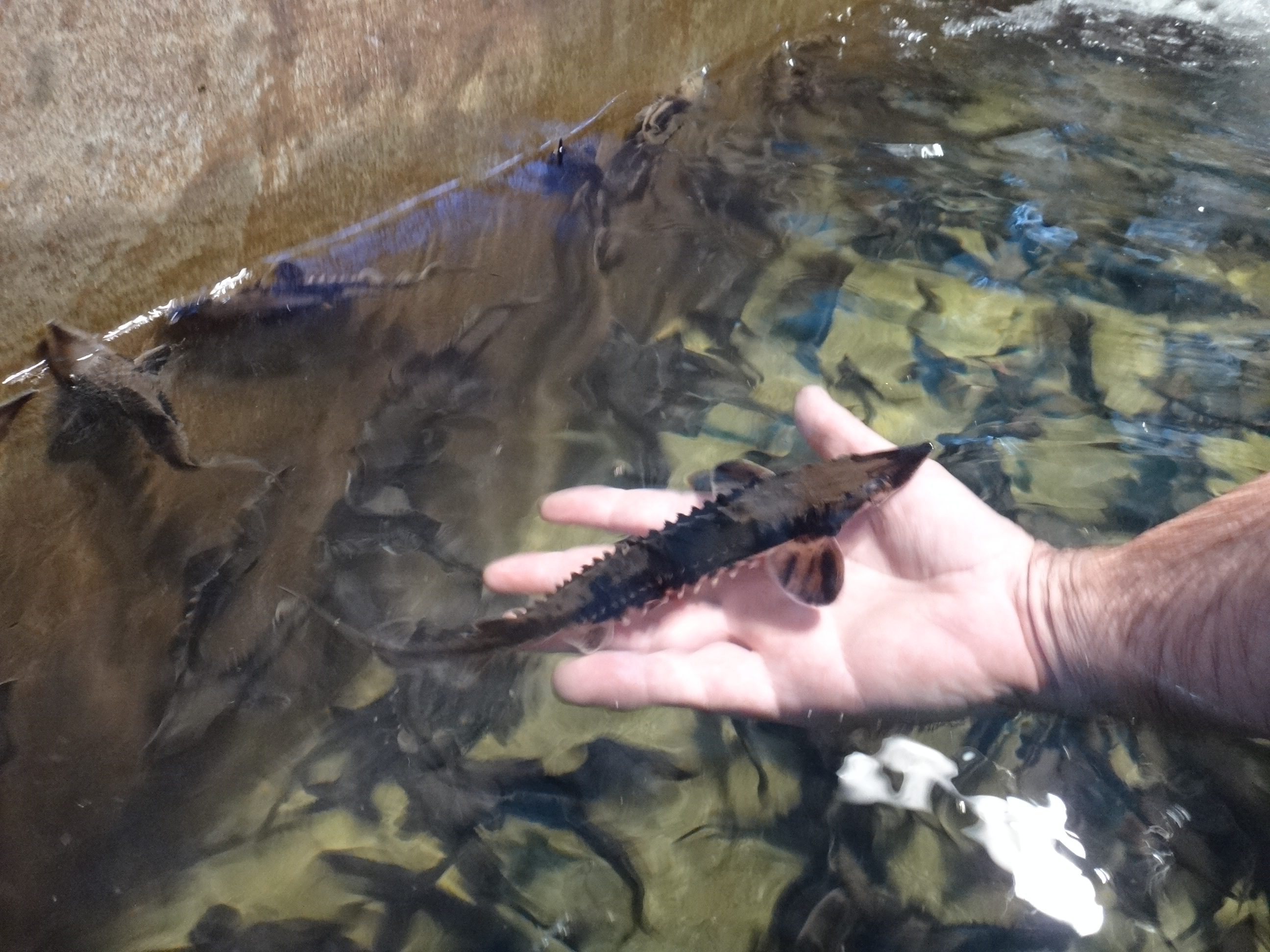
Zum Auswildern fertiges Exemplar eines See-Störs in Edenton

Ein weiteres Projekt betrifft die Erforschung des See-Störs (Acipenser fulvescens). Dieser Fisch war einstmals im Tennessee River System weit verbreitet. Mit dem Bau von Staudämmen und der Regulierung von Wasserstraßen verringerten sich die Populationen beträchtlich. Das Tennessee Aquarium hat mit Hilfe weiterer Partner bis zum Jahr 2024 fast 250.000 See-Störe in ihren Heimatgewässern im Tennessee River System ausgesetzt. Vielen dieser Fische wurden Sender implantiert, um ihre Bewegungen und ihr Verhalten im Tennessee River System und in den angestauten Seen zu verfolgen.
Von der Weltnaturschutzorganisation IUCN wird die Art als „endangered = stark gefährdet“ geführt.
Eine sehr bedeutende See-Stör Forschungs- und Zuchtstation befindet sich außerdem in der Edenton National Fish Hatchery in Edenton in North Carolina. Zwischen 2014 und 2024 wurden über 30.000 dort nachgezüchtete Jungfische des See-Störs in die Gewässer von Tennessee entlassen.